# 327-й гвардейский мотострелковый полк (СССР)
327-й гвардейский Севастопольский дважды Краснознаменный ордена Богдана Хмельницкого мотострелковый полк имени Советско-Болгарской дружбы — военное формирование Сухопутных войск Красной и Советской армии. После Второй мировой войны полк дислоцировался в Ужгороде. Входил в состав 128-й гвардейской мотострелковой дивизии.
Во время Великой Отечественной войны полк отличился при освобождении Крыма, за что и получил почетное наименование «Севастопольский».
За героизм, проявленный в боях, 5 горных пехотинцев удостоены звания Героя СССР, 2 стали полными кавалерами ордена Славы.

## История
Начало берет в 1939 году — сформирован 428-й горнострелковый полк в составе 83-й горнострелковой Туркестанской дивизии 58-го стрелкового корпуса Среднеазиатского военного округа, выполнял пограничные функции. С августа 1941 — на границе с Ираном — направление Ашхабад — Кучан. После окончания задачи в Иране 10 ноября 1942 в составе 18-й армии Северо-Кавказского фронта принимает бой вблизи Туапсе.
В начале октября 1943 года за героизм в боях против нацистских сил при переименовании в 327-й горно-стрелковый полк присваивается почетное звание гвардейский.
6 июня 1944 за участие в боях по выбиванию нацистов из Севастополя полка присвоено почетное звание «Севастопольский» (приказ ВГК № 136 от 24.05.1944 г.), 31 октября — за успешные боевые действия в Карпатах часть награждается орденом Богдана Хмельницкого II степени.
Гвардейское Знамя вручено в августе 1944 г.
После окончания Второй мировой войны постоянным местом пребыванием полка становится Ужгород. В послевоенные годы полковые подразделения постоянно занимались боевой подготовкой, выезжали для учений на Ровенский, Ужгородский, Яворивский полигоны, участвовали в совместных учениях с силами стран Варшавского договора.
Кроме военных дел, бойцы помогали местным жителям при сборе урожая, были задействованы в работах по устранению последствий наводнений, обезвредили боеприпасы, которые остались со времени боев Второй мировой войны.
На момент распада СССР именовался 327-й гвардейский мотострелковый Севастопольский ордена Богдана Хмельницкого полк имени Советско-Болгарской дружбы.
После распада Советского Союза полк перешел под юрисдикцию Украины как 327-й мотострелковый полк.
Затем был сокращен и превращен в 36-й отдельный механизированный батальон .

## Герои Советского Союза
За годы войны 5 военнослужащим полка было присвоено звание Героя Советского Союза:
1. Гвардии сержант Головань Василий Никонович (1924—1944). Награжден посмертно 24 марта 1945 года.